# Vladimir Obradović
Vladimir Obradović (serbisch-kyrillisch Владимир Обрадовић; * 4. Februar 1981 in Belgrad, SFR Jugoslawien) ist ein ehemaliger serbischer Tennisspieler.

## Karriere
Vladimir Obradović spielte sein erstes Turnier auf der ITF Future Tour bereits 1998, regelmäßiger trat er ab 2001 an. Bereits ein Jahr später wurde er in die serbische Davis-Cup-Mannschaft berufen und durfte das fünfte und unbedeutende Einzel in der Partie gegen Südafrika bestreiten. Dies blieb sein einziger Auftritt im Davis Cup.
Obradović studierte von 2003 bis 2006 an der University of Florida und spielte dort auch College Tennis. Dort trat er unter anderem bei den ITA Men’s All-American Championships und NCAA Division I Tennis Championships an.
Nach seinem Studium spielte Obradović regelmäßig auf der Future Tour und vereinzelt auf der höher dotierten ATP Challenger Tour. 2007 gewann er seinen einzigen Future-Titel im Einzel und seine ersten beiden Doppeltitel. In Banja Luka stand er zum ersten Mal in einem Challenger-Finale, verlor jedoch mit Diego Junqueira wie schon eine Woche zuvor gegen die Paarung Alexander Krasnoruzki und Alexander Kudrjawzew. 2008 gewann er seinen einzigen Challenger-Titel. In Tunica Resorts besiegte er an der Seite von Izak van der Merwe im Finale das US-amerikanische Duo Ryler DeHeart und Todd Widom. In Izmir erreichte er kurz darauf das einzige Mal ein Challenger-Halbfinale im Einzel. Im August des Jahres erreichte er mit einem 368. Rang im Einzel und einem 192. Rang im Doppel seine jeweiligen Karrierebestwerte.
An diese Erfolge konnte in der Folgezeit selten anknüpfen, er scheiterte auf der Challenger Tour häufig bereits in der ersten Runde. Er gewann noch einen weiter Future-Titel im Doppel, doch fiel Ende des Jahres 2009 im Einzel und Doppel aus den Top 600. In den folgenden Jahren spielte er aufgrund seiner Weltranglistenplatzierung fast ausschließlich Futures und gewann dort 2013 seinen vierten und letzten Doppeltitel. Im Mai 2014 beendete er nach einer Erstrundenniederlage seine aktive Karriere als Tennisprofi. Im Anschluss war er als Tennistrainer tätig.

## Erfolge
| Legende (Anzahl der Siege)  |
| Grand Slam                  |
| ATP World Tour Finals       |
| ATP World Tour Masters 1000 |
| ATP World Tour 500          |
| ATP World Tour 250          |
| ATP Challenger Tour (1)     |

### Doppel

#### Turniersiege
| Nr. | Datum        | Turnier        | Belag    | Partner            | Finalgegner              | Ergebnis  |
| --- | ------------ | -------------- | -------- | ------------------ | ------------------------ | --------- |
| 1.  | 10. Mai 2008 | Tunica Resorts | Sand (i) | Izak van der Merwe | Ryler DeHeart Todd Widom | 7:65, 6:4 |